# 杨健强
杨健强（1948年10月—），白族，中华人民共和国政治人物、第十一届全国政协委员，原国家民族事务委员会原副主任、党组成员。
1975年加入中国共产党。1977年畢業於吉林大學物理系，在職博士研究生學歷（2001年獲清華大學法學博士學位）。1981年任雲南省大理州農機廠黨委書記；1983年任雲南省大理州委副書記，後兼任大理市委副書記、代市長、市長；1986年先後任雲南省計委副主任、黨組副書記、黨組書記；1988年任雲南省計委主任、黨組書記；1993年任雲南省人民政府副省長；1994年10月至2003年5月，任中共雲南省委常委、昆明市委書記。2008年，当选第十一届全国政协常务委员，代表少数民族界，分入第五十组。并担任提案委员会专委。